# Аяан Гірсі Алі
Аяан Гірсі Алі ([aɪˈjɑːn ˈhɪərsi ˈɑːli]; Нідерландською: [aːˈjaːn ˈɦiːrsi ˈaːli] ( прослухати); англ. Ayaan Hirsi Magan Isse Guleid Ali Wai’ays Muhammad Ali Umar Osman Mahamud, сом. Ayaan Xirsi Cali, араб. أيان حرسي علي; нар. 13 листопада 1969) — нідерландсько-американська активістка, феміністка, письменниця, політична діячка, сценаристка, журналістка та науковиця. Відома критикою ісламу, виступає за права і самовизначення мусульманок, активно протистоїть примусовим шлюбам, дитячим шлюбам, жіночому обрізанню. Засновниця організації Фонд «AHA».

## Життєпис
Аяан Гірсі народилася 13 листопада 1969 року в Сомалі в мусульманській сім'ї. Її батьки були змушені тікати з країни через політичні репресії, отримали з родиною посвідку на проживання у Кенії. 
За свідченням Аяан Гірсі у 1992 році батько намагався примусово видати її в шлюб з далеким родичем, що проживає в Канаді, але вона відмовилася, за що родичі обіцяли помститися їй з метою «захистити честь сім'ї». Цього ж року вона через Німеччину виїхала до Нідерландів, де отримала притулок, а згодом і громадянство.
Аяан Гірсі закінчила Лейденський університет, де вивчала політичні науки. Багато років пропрацювала перекладачкою в нідерландських юридичних та імміграційних відомствах.
У серпні 2002 року опублікувала книгу «Фабрика синів», в якій розкритикувала традиційні ісламські погляди на місце жінки в суспільстві. У 2003 році заявила, що життя пророка Мухаммеда не відповідає сучасним уявленням про моральність, оскільки він, зокрема, був одружений з неповнолітньою (дружині пророка Аїші було, за різними даними, від 6 до 14 років). Закликала до закриття мечетей, у яких поширювалася книга про правила фізичного покарання жінок.
У 2004 році з режисером Тео ван Гогом створила документальний фільм «Покора» про знущання з жінок в ісламських суспільствах. У результаті Тео ван Гога убив ісламський радикал. Аяан Гірсі отримувала численні погрози, знаходиться під постійною охороною поліції, місце її проживання засекречене.
На початку 2006 року Аяан Гірсі ушанована званням «Європеєць року». У 2006 році право Гірсі обіймати посаду депутатки було поставлено під сумнів у зв'язку з тим, що вона отримала притулок і громадянство на підставі неправдивих показань — країною прибуття названо було Сомалі замість Кенії, рік народження 1967 замість 1969, а прізвище Алі замість Маґан. У цьому Гірсі зізналася ще 5 років тому, мотивуючи свою поведінку безвихідністю її тогочасної ситуації. У результаті Гірсі склала депутатські повноваження і була позбавлена нідерландського громадянства. І хоча посвідку на проживання за нею залишили, вона оголосила про свій виїзд у США. 
У 2006 році Гірсі Алі емігрувала у США, де працювала в Американському інституті підприємництва. Однак була змушена повернутися в Нідерланди, оскільки влада США відмовилися оплачувати заходи щодо забезпечення її безпеки. У жовтні 2007 року Алі отримала притулок у Данії. 
Гірсі Алі планує зняти фільм «Покора 2», присвячений терактам ісламізму в європейських країнах. Вона заявила, що якщо фільм знято не буде, «терористи будуть і далі вірити, що зможуть досягти мети шляхом насильства». За її словами, її не зупинить навіть загроза її життю.
Володіє нідерландською, сомалійською, арабською, суахілі, амхарською та англійською мовами.
З 2011 року одружена з шотландським істориком, журналістом, письменником Нілом Ферґюсоном.